# D'Ran
D'Ran est une ville du district de Đơn Dương, dans la province de Lam Dong, au Viêt Nam.

## Présentation
La ville de D'Ran a une superficie de 133,3 km2. 